# San Sebastián de los Ballesteros (kommunhuvudort)
San Sebastián de los Ballesteros är en kommunhuvudort i Spanien.   Den ligger i provinsen Province of Córdoba och regionen Andalusien, i den södra delen av landet, 300 km söder om huvudstaden Madrid. San Sebastián de los Ballesteros ligger 310 meter över havet och antalet invånare är 869.
Terrängen runt San Sebastián de los Ballesteros är huvudsakligen platt. San Sebastián de los Ballesteros ligger uppe på en höjd. Runt San Sebastián de los Ballesteros är det ganska tätbefolkat, med 90 invånare per kvadratkilometer. Närmaste större samhälle är Fernán-Núñez, 8,8 km öster om San Sebastián de los Ballesteros. Trakten runt San Sebastián de los Ballesteros består till största delen av jordbruksmark.